# Списак тврђава у Србији
Списак тврђава у Србији представља списак остатака средњовековне фортификационе архитектуре на територији Републике Србије, рађен на основу података које је сакупио Александар Дероко са сарадницима. На списку се налазе:
- Тврђаве
- Утврђене куле (тзв. „донжон куле”)
- Манастирска утврђења

На списку се налази више назива за исту утврду ради лакшег сналажења.
А · Б · В · Г · Д · Ђ · Е · Ж · З · И · Ј · К · Л · Љ · М · Н · Њ · О · П · Р · С · Т · Ћ · У · Ф · Х · Ц · Ч · Џ · Ш

## А
- Авала (Хавала, Жрнов) — Поред Београда на највишем врху Авале. Данас не постоји, срушио га је Александар I Карађорђевић 1934. године.
- Град цара Лазара (Лазарев Град, Крушевац, Шарен Град) — Тврђава у Крушевцу, престоница кнеза Лазара. Данас има остатака утврђења.
- Аниште — Близу ушћа Љига у Колубару. Једва видни остаци.
- Атанас — Недалеко од Пирота. Данас је у рушевинама.

## Б
- Баба (град Орловића Павла) — Недалеко од Параћина. Данас не постоји.
- Бар (Стари Бар) - Изнад данашњег Бара. Данас има остатака града.
- Бакићеви двори — Поред Крагујевца на Венчацу.
- Баноштор (лат. Malata Bononia, Бан Моноштра, Банов Манастир) — Недалеко од Баноштора. Данас не постоје остаци града.
- Бач — Тврђава у Бачу. Данас постоје рушевине утврде.
- Бачина — Поред Варварина.
- Бела Стена — Недалеко од Ваљева.
- Бељин — Поред Владимираца у Мачви. Данас не постоји.
- Београдска тврђава (Калемегдан) — Тврђава у Београду. Данас постоје делимични остаци средњовековне архитектура и доста добро очувани остаци из каснијег периода.
- Беркасово (Деспотовац) — Тврђава код Беркасова. Данас се назире његов положај.
- Берковац (Замак Топлице Милана) — Недалеко од Ваљева. Данас има остатака утврде.
- Бечеј — Тврђава у Бечеју на Тиси. Данас су опстали само темељи.
- Бесац - Мала полуочувана тврђава изнад Вирпазара
- Бигир Делен (Шабачки Град,Сава,Заслон) — Утврда у Шапцу. Данас је опстала само јужна половина утврде, док је северни део однела Сава
- Бихор - Недалеко од Берана на Лиму. Данас су опстали само темељи.
- Благотин — Недалеко од Крушевца, код села Опарића. Данас има остатака града.
- Болван (Бован,Јеринин Град) — Поред Алексинца код Бована на Сокобањској Моравици. Данас има врло мало остатака града.
- Божевац — Недалеко од Пожаревца. Данас има остатака утврде.
- Борач (тврђава) — Поред Кнића. Данас има остатака тврђаве.
- Бобовац (Крунски Град) - Недалеко од Вареша, престони град српске средњовековне државе у Босни.
- Бочац средњовековни град-тврђава изнад леве обале Врбаса на путу Јајце - Бања Лука
- Брштаник - утврђени средњовековни град на левој обали Неретве недалеко од њеног ушћа.
- Бранговићи — Недалеко од Ваљева. Данас има остатака утврде.
- Браничево (лат. Viminacium) — Костолац крај Пожаревца, наставак античког Виминацијума. Данас нема видних остатака.
- Брсково - У близини Мојковца. Данас има врло мало видљив остатака.
- Брукшанац - код Новог Сада 1692-1780
- Будва (лат. Butua, лат. Butoba, Стари Град) - Стари град у Будви. Данас је доста добро очуван.
- Будош - У близини данашњег Никшића

Брвеник:
- Брвеник (ибарски) — Недалеко од Рашке, утврда челника Мусе. Данас постоје незнатни остаци.
- Брвеник (приштински) — У близини Приштине. Данас има врло мало остатака.
- Брезница (западна) — Недалеко од Краљева. Данас постоје остаци утврде.
- Брезница (јужна) — У близини Ниша. Данас постоје остаци града.
- Брњаци — Недалеко од Косовске Митровице, дворац Јелене Анжујске. Данас су видни само темељи.

## В
- Велетин — Налази се изнад Јањева, недалеко од манастира Грачаница. Данас има остатака града.
- Велики Петрич — Недалеко од Урошевца. Данас има остатака града.
- Велимирови двори — Поред Ваљева, код села Кључ. Данас има остатака града.
- Веледин - утврђење и средњовјековни град Грабовица (Власеница).
- Високи - Изнад града Високог.
- Видин Град — Утврда на врху Видојевице над Дрином. Данас има остатака утврде.
- Витовница — Недалеко од Петровца на Млави. Данас има остатака тврђаве.

Вишеград:
- Вишеград (нишавски) — Поред Сићева. Данас има остатака града.
- Вишеград (бистрички) — У близини Призрена над клисуром Бистрице, горњи град манастира Светих Архангела. Данас постоје остаци утврде.
- Вишесава — Недалеко од Бајине Баште. Данас има врло мало остатака града.
- Вишеслав — Негде у близини Доњег Милановца. Највероватније је у питању локалитет Градац.
- Војиновића кула (Вучитрн) — Тврђава у Вучитрну. Данас има остатака утврде.
- Војска — Недалеко од Јагодине. Данас су опстали само темељи.
- Врање (Марково Кале) — Недалеко од Врања. Данас има врло мало остатака.
- Врдничка кула (мађ. Rednak,Rednuk) — Надомак места Врдник у Срему. Данас има остатака куле и рушевине бедема.
- Врмџа — Недалеко од Сокобање. Данас има остатака утврде.
- Врхлаб — Код изворa Лаба на Копаонику, недалеко од Лепосавића, летњиковац краља Милутина. Данас има остатака тврђаве.
- Вршачка кула — Недалеко од Вршца на врху Вршачког брега. Данас има остатака куле.
- Вучитрн (Војиновића кула) — Тврђава у Вучитрну. Данас има остатака утврде.

## Г
- Галич — Недалеко од Косовске Митровице. Данас су опстали само темељи.
- Гардош (лат. Taurunum,Земун) — Тврђава у Земуну. Данас има остатака града.
- Годун — Недалеко од Ужица. Данас има остатака утврде.
- Голубан — Поред Крагујевца. Данас постоје остаци града.
- Голубац (Голубачки Град) — Недалеко од данашњег Голупца на обали Дунава. Данас постоје монументални остаци тврђаве.
- Голо Брдо - Тврђава на брдашцу изнад Сутомора
- Град војводе Момчила (Пирлитор)
- Грможур - Тврђава на истоименом острву на Скадарском језеру близу села Годиње
- Горажда Тврђава у близини мјеста Мирац Котор

Више остатака бедема у Горњачкој клисури:
- на Вукану
- на Јежевцу
- на Узенгији
- Грабовац (Јеринин Град) — Недалеко од Трстеника изнад Западне Мораве. Данас постоје остаци тврђаве.

Град:
- Град — У место Заовине код Заовинског језера на Тари. Данас има остатака утврђења.
- Град Дрмана и Куделина (Ждрело) — Поред Петровца. Данас су опстали само темељи.
- Град Рада Облачића (Козник, Град Рајка од Расине) — Недалеко од Александровца, вероватно је припадао челнику Радичу Поступовићу. Данас има остатака тврђаве.
- Град Рајка од Расине (Козник, Град Рада Облачића) — Недалеко од Александровца, вероватно је припадао челнику Радичу Поступовићу. Данас има остатака тврђаве.
- Град цара Лазара (Крушевац, Алаџа Хисар, Шарен Град) — Тврђава у Крушевцу, престоница кнеза Лазара. Данас има остатака утврђења.

Градац:
- Градац (кнез сеоски) — Код Кнез Села, недалеко од Ниша. Данас има остатака утврде.
- Градац (лознички) — Код села Драгинца, крај Лознице. Данас има остатака града.
- Градац (милановачки) (Вишеслав?) — Недалеко од Доњег Милановца.
- Градац (малчански) — Код села Малче, поред Ниша. Данас има остатака утврде.
- Градац (петровачки) — Недалеко од Петровца. Данас има остатака града.
- Градац (пожаревачки) — Код села Калишта, поред Пожаревца. Данас има остатака града.
- Градац (сталаћки) — У близини манастира Нестора, код Сталаћа. Данас има остатака утврде.
- Градаштаница — Недалеко од Сокобање. Данас има остатака тврђаве.
- Градеш (Градиш) — Налази се између Ђаковице и Призрена над Белим Дримом. Данас има врло мало остатака утврде.

Градина:
- Градина (ариљска) — Недалеко од Ариља, код села Шареник. Данас има остатака тврђаве.
- Градина (Мајдан) — У селу Мајдан, испод планине Рудник. Данас има остатака тврђаве.
- Градина (чачанска) — Недалеко од Чачка, на Јелици. Данас има остатака тврђаве.
- Градина (рашка) (Рас) — Недалеко од Рашке, сматра се да су ово остаци древног Раса. Данас има остатака тврђаве.
- Градина (ужичка) — Поред Ужице. Данас има остатака града.
- Градина (Ариљача) - У месту Ариљача, у општини Косово Поље, које потиче из раздобља од антике до 12. века.
- Гребен (Крупа на Врбасу)
- Градина код Пала утврђење Павловића

Градиште:
- Градиште (биначко), недалеко од Подграђа код Гњилана. Данас постоје остаци утврђења изнад Биначке Мораве.
- Градиште (власинско) — Поред Власинског Блата. Данас има остатака утврде.
- Градиште (дримско) (Градеш) — У близини ушћа Рибника у Бели Дрим, Данас постоје скромни остаци утврде.
- Градиште (затричко) (Затрич) — Недалеко од Ораховца. Данас скоро и да нема видљивих остатака.
- Градиште (коришко) — Налази се изнад села Корише недалеко од Призрена. Данас су опстали само темељи.
- Градиште (мерошинско) (Мерошина, Копријан?)- Поред Прокупља. Данас скоро да нема остатака тврђаве.
- Градиште (пиротско) — Недалеко од Пирота. Данас има остатака утврде.
- Градиште (темтишко) — Налази се на ушћу Темштице у Нишаву крај Пирота. Данас има остатака града.
- Градужине (Дебрц?) — На обали Саве поред Обреновца. Претпоставља се да је у питању чувени дворац краља Драгутина Дебрц.
- Грделица — Поред Лесковца у Грделичкој клисури. Данас има остатака града.

## Д
- Дебрц (Градужине) — На обали Саве поред Обреновца, чувени дворац краља Драгутина. Претпоставља се да је у питању локалитет Градужине.
- Дардана - код Косовске Каменице 4-6 век
- Дворска — Поред истоименог села недалеко од Крупња. Данас има остатака града.
- Девојачка стена — Поред Јагодине. Данас има остатака утврде.
- Деспотовац (Беркасово) — Тврђава код Беркасова. Данас се назире његов положај.
- Декатера (лат. Acruvium, Котор) - Тврђава у Котору.
- Диана — Налази се у Караташу, испод саме ХЕ „Ђердап I”. Данас се откопавају рушевине тврђаве.
- Добра глава — Недалеко од Лесковца. Данас има остатака града.
- Добој (Градина) - Градска тврђава у Добоју. Данас је делимично рестаурирана.
- Добрун

Домбо:
- Домбо (дубовачки) — У близини Дубовца. Данас не постоје остаци града.
- Домбо (раковачки) — Недалеко од Раковца на Фрушкој гори. Данас не постоје остаци града.
- Достиника — Прва престоница Србије. Њен тачан положај је непознат.
- Доклеа - Стари римски град у близини Подгорице
- Драгошевац (Јеринин Град) — Недалеко од Јагодине. Данас су опстали само темељи.
- Драшкова кутина — Недалеко од Ниша. Данас нема надземних остатака утврде.
- Дрвенград — Поред Призрена у кањону Бистрице. Данас нема никаквих остатака града.
- Дрмановина — Поред Косјерића. Данас је видљив само остатак шанца.
- Дубићи — Недалеко од Трстеника. Данас су опстали само темељи.
- Дубовска кула — Крај Јошаничке Бање. Данас постоји остатака куле.
- Дубоч - код Вучитрна

## Ђ
- Ђуримска стена — Недалеко од Љубовија. Данас има остатака утврде
- Ђурђевац

## Е
- Елкинион (лат. Ulcinum,Улцињ) - Стари град у Улцињу. Данас је доста добро очуван.

## Ж
Ждрело:
- Жањиц (Арза)
- Жабљак - Налази се на острвцету у Скадарском језеру, близу ушћа Мораче.

- Ждрело (бистричко) — У близини Пећке патријаршије, у Руговској клисури. Данас има остатака утврђења.
- Ждрело (млавско) (Град Дрмана и Куделина) — Поред Петровца. Данас су опстали само темељи.
- Железнец (Железнац) — Недалеко од Крушевца. Данас има остатака утврђења.
- Железник — Поред Ниша, код села Миљковца. Данас има остатака једне куле.
- Жилзег (Сусек) — Недалеко од села Сусека на Фрушкој гори. Данас не постоје остаци града.
- Жрнов (Авала, Хавала) — Поред Београда на Авали. Данас не постоји.
- Жупањевац — Недалеко од Крагујевца, престоница кнеза Лазара. Данас има остатака три утврђења.

## З
- Замак Топлице Милана (Берковац) — Недалеко од Ваљева. Данас има остатака утврде.
- Засавица — На обали Саве, недалеко од Сремске Митровице. Данас има врло мало надземних остатака.
- Заслон (Шабачки Град,Сава,Бигир Делен) — Утврда у Шапцу. Данас је опстала само јужна половина утврде, док је северни део однела Сава.
- Затрич (Градиште) — Недалеко од Ораховца. Данас скоро и да нема видљивих остатака.
- Звечан — Недалеко од Звечана, поред Косовске Митровице. Данас постоје остаци тврђаве.
- Звечај средњовековни град-тврђава у Рекавицама код Бање Луке.
- Здравчина — Поред Пирота, код села Прелесја. Данас има остатака утврде.
- Зелен Град (Скобаљић Град) — Недалеко од Вучја крај Лесковца. Остаци тврђаве војводе Скобаљића.
- Земљани град (Кукљан) — У близини Крушевца. Данас постоје остаци утврде.
- Земун (лат. Taurunum,Гардош) — Тврђава у Земуну. Данас има остатака града.
- Злоступ — Недалеко од Косјерића. Данас има већих остатака града.
- Зрењанинска тврђава. Данас нема остатака.

## И
- Иванова кула (Иванов град) — Недалеко од Куршумлије.
- Изом — Недалеко од Врања. Данас има остатака града.
- Инселшанац - код Новог Сада

## Ј
- Јагат (Бишћански град) — Поред Прибоја, тврђава рашких властелина. Данас има остатака зидина.
- Јелашци (тврђава) — Поред Тутина, дворац архиепископа Данила II. Данас нема надземних остатака града.
- Јелеч — Недалеко од Новог Пазара. Данас има остатака утврде.
- Јеремијино брдо или познато као Шанац налази се у Бабушничкој општини.

Јеринин град:
- Јеринин град (ибарски) (Маглич) — Недалеко од Богутовца у Ибарској клисури. Данас има великих остатака тврђаве које делимично рестаурирана.
- Јеринин Град (јагодински) (Драгошевац) — У близини данашње Јагодине. Данас су опстали само темељи.
- Јеринин град (лимски) (Ковин) — Изнад кањона Лима, недалеко од Пријепоља. Данас има остатака утврђења.
- Јеринин град (моравички) (Бован, Болван) — Поред Алексинца код Бована на Сокобањској Моравици. Данас има врло мало остатака града.
- Јеринин Град (моравски) (Грабовац) — Недалеко од Трстеника изнад Западне Мораве. Данас постоје остаци тврђаве.
- Јеринин Град (пећки) (Книнац, Јериње) — Недалеко од Пећи. Данас има остатака тврђаве.
- Јаблан Град - Недалеко од села Мезграје код Угљевика.
- Јајце

Јеринина кула:
- Јеринина кула код Точана — Недалеко од села Тачана, поред Куршумлије. Данас има остатака града.
- Јеринина кула над Подграђем — Налази се изнад села Подграђа, недалеко од Дрсника. Данас скоро и да нема остатака.
- Јањево на Косову

## К
- Кале — Недалеко од Прокупља. Данас има остатака утврде.
- Кале Лекис — У Метохији. Рушевине
- Калетинац (Малчевица) — Недалеко од Ниша.
- Каљаја (Призрен) — Градска тврђава над Призреном, једна од престоница Српског царства. Данас постоје значајни остаци тврђаве.
- Камиџор — Поред Краљева.
- Каона — У близини Кучева. Данас постоји остатака града.
- Тврђава Кастел - Градска тврђава у Бањој Луци.
- Качан (Качер) — Недалеко од Свилајнца, код села Медвеђе. Данас има остатака утврде.
- Качаник — Тврђава у Качанику. Данас постоје остаци тврђаве.
- Качер (Качан) — Недалеко од Свилајнца, код села Медвеђе. Данас има остатака утврде.
- Кеве — Недалеко од Ковина. Данас су опстали само темељи.
- Кладово (Фетислам) — Недалеко од Кладова. Данас има остатака града.
- Клек (Клик) — Поред Нове Вароши. Данас има остатака утврде.
- Клобук - Недалеко од Никшића.
- Клопотник — Недалеко од Косовске Митровице. Данас има врло мало остатака града.
- Книнац (Јеринин Град, Јериње) — Недалеко од Пећи. Данас има остатака тврђаве.
- Ковин (Јеринин град) — Изнад кањона Лима, недалеко од Пријепоља. Данас има остатака утврђења.
- Ковиљача (Ковиљкин Град) — Изнад истоимене бање.
- Косанин град --- На планини Цер код Шапца. Данас постоје остаци тврђаве.
- Коњуша (??Трајанов град??) — На планини Церу, недалеко од Шапца.
- Козаљ — У близини Књажевца. Данас има остатака утврде.
- Козјак — Поред Рогачице. Данас има врло мало остатака.
- Козник (Град Рада Облачића, Град Рајка од Расине) — - Недалеко од Александровца, вероватно је припадао челнику Радичу Поступовићу. Данас има остатака тврђаве.
- Ком - Налази се на острвцету у Скадарском језеру.
- Комплос (Хисар, Прокупље) — Утврђење над Прокупљем, изнад Топлице. Данас има остатака тврђаве.
- Копријан (??Курвинград??,??Градиште??) — Недалеко од Ниша. У питању је или локалитет Курвинград или локалитет Градиште.
- Коребовац — Поред Врања. Данас има остатака утврде.
- Корман — Крај Алексинца. Данас има остатака града.
- Костајник — Недалеко од Крупња, код истоименог села. Данас има остатака утврде.
- Котор (лат. Acruvium, Декатера) - Тврђава у Котору.
- Котор Варош
- Крајина
- Криваја — Код Добраве, крај Шапца. Данас постоје остаци града.
- Крушевац (Алаџа Хисар, Шарен Град) — Тврђава у Крушевцу, престоница кнеза Лазара. Данас има остатака утврђења.
- Козник (Јеринин Град)
- Крчмаре — Недалеко од Ваљева. Данас има остатака града.
- Кукљан (Земљани Град) — У близини Крушевца. Данас постоје остаци утврде.
- Кула Војиновића (Вучитрн) — Тврђава у Вучитрну. Данас има остатака утврде.
- Кулина код Љубичевца — Недалеко од села Љубичевац у Страгарима. Народни назив за остатке рудничке Сребренице.

Кула Јеринина:
- Кула Јеринина над Подграђем — Налази се изнад села Подграђа, недалеко од Дрсника. Данас скоро и да нема остатака.
- Кукањ
- Кула Краљевића Марка — Налази се у селу Мирошевац, поред Лесковца. Данас има остатака утврде.
- Кула Орловића Павла — Смештена је у селу Красојевцима на планини Руднику. Данас постоје остаци града.
- Кула Тодора од Сталаћа (Сталаћ, Тодорова Кула, Сталаћка кула) — Недалеко од данашњег Сталаћа, припадале је Тодору од Сталаћа (Војводи Пријезди). Данас постоје остаци куле.
- Кулина — Недалеко од Алексинца. Данас постоје остаци утврде.
- Кулич (??Моравиште??) — Поред Смедерева, на обали Дунава. Данас има остатака града са шанцем.
- Купиник (Купиниј, мађ. Kelpen) — Недалеко од Обреновац, код Купинова. Данас има остатака града.
- Курвинград (??Копријан??) — У близини Ниша над Јужном Моравом. Данас постоје остаци тврђаве.
- Кучајна — Недалеко од Кучаја. Данас има остатака града.
- Кулич (Кулич Град) на ушћу Велике Мораве у Дунав.

## Л
Латински град:
- Латински град (нишки) — Недалеко од Ниша, код села Доња Студена. Данас има остатака утврде.
- Латински град (ртањски) — На Ртњу, код села Јабланице. Данас има остатака града.
- Лазарев Град (Крушевац, Алаџа Хисар, Шарен Град) — Тврђава у Крушевцу, престоница кнеза Лазара. Данас има остатака утврђења.
- Лесендро - Тврђава на Скадарском језеру близу Врањине
- Лешје — Манастирска утврда недалеко од Параћина. Данас има остатака утврде.
- Липовац — Поред Алексинца. Данас има остатака утврде.
- Липљан -

## М
- Маглич (Јеринин град) — Недалеко од Богутовца у Ибарској клисури. Данас има великих остатака тврђаве које делимично рестаурирана.
- Малетина (Трубарево) — Поред Крушевца, на брду крај Јужне Мораве. Данас има врло мало остатака.
- Мали Петрич — Недалеко од Урошевца. Данас има једва видних остатака.
- Мартинићи
- Малчевица (Калетинац) — Недалеко од Ниша.
- Мамула
- Манасија (Ресава) — Утврђени манастир у близини Свилајнца. Данас постоје импозантни остаци утврђења.
- Марина кула — Поред Куршумлије. Данас има врло мало остатака града.
- Марково Кале (Врање) — Недалеко од Врања. Данас има врло мало остатака.
- Маркове куле (Прилеп) - Средњовековна тврђава изнад Прилепа.
- Медун - античка и средњовековна тврђава, недалеко од Подгорице. Данас има мало њених остатака.
- Мерошина (Градиште,??Копријан??)- Поред Прокупље. Данас скоро да нема остатака тврђаве.
- Милешева — Манастирско утврђење поред Пријепоља. Данас има остатака тврђаве.
- Милешевац (Хисарџик) — Налази се на стени које се диже над Милешевком, изнад манастира Милешева. Данас постоје остаци утврде.
- Милошева кула — Недалеко од Доњег Милановца. Данас нема остатака града.
- Миљковац — Поред Ниша. Данас има остатака утврде.
- Мишевићи — Крај Јагодине. Данас су опстали само темељи.
- Момчилов Град (Поточац) — Недалеко од Јагодине. Данас има остатака утврђења.
- Моровић — Поред Босута на ушћу Дрине у Саву. Данас има врло мало остатака града.
- Морачка Градина
- Моштаница (у Никшићком пољу)
- Мужљак — Утврђени манастир у близини Призрена. Данас има врло мало остатака.

## Н
- Неваде — поред Горњег Милановца.
- Некудим — Летњиковац Ђурђа Смедеревца, недалеко од Смедеревске Паланке. Данас нема остатака града.
- Ненадовић кула - Изграђена 1813. године, налази се у Ваљеву на брду Кличевац
- Неродимља — Између села Горњег и Доњег Неродимља, некадашњи дворац из доба Немањића чији је тачан положај непознат. Данас на том простору има већи број остатака темеља.
- Нестор — Недалеко од Алексинца. Данас има остатака града.
- Нештин (лат. Cucci,Нешт) — Недалеко од Нештина. Данас не постоје остаци града.
- Никшић (Оногошт) - Тврђава у Никшићу. Данас има врло мало остатака утврде.
- Новаковац — У близини Књажевца. Данас има остатака утврде.
- Нови Пазар — Градско утврђење у Новом Пазару. Данас постоје очувани делови тврђаве.
- Ново Брдо — Изнад Новог Брда, недалеко од Гњилана. Данас има остатака тврђаве.
- Нови (Херцег Нови) - Градска тврђава у Херцег Новом коју је подигао српски краљ Твртко I. Данас је у доста добром стању.
- Нови (пивски)
- Новиград
- Норин

## О
- Обође — Близу Јошаничке Бање. Данас има остатака куле.
- Облун
- Обод (Цетиње)
- Оногошт (Никшић) - Тврђава у Никшићу. Данас има врло мало остатака утврде.
- Острог (тврђава)- у близини данашњег Никшића
- Оршава — Тврђава на речном острву Ада Кале. Остаци тврђаве се налазе у Дунаву након што је ниво Дунава на том месту порастао након изградње Хидроцентрале „Ђердап”.
- Осатовица — Недалеко од Власотинаца. Данас нема остатака града.
- Острвица (Островица) — Утврда на истоименом врху планине Рудник. Данас има врло мало остатака града.
- Острожац- утврђени град код Бихаћа

## П
- Павлово Браниште — Поред Лесковца, код села Слатина. Данас има остатака града.
- Панчево - Тврђава на Тамишу настала на темељима велике тврђаве коју је саградила Хабзбуршка монархија почетком 18. века
- Парамун — Код Косјерића. Данас има остатака утврде.
- Пауни (Паун Поље, Пауново поље) — Недалеко од Урошевца, стари град и дворац из доба Немањића, тачан положај је непознат. Данас има на том простору остатака темеља.
- Пандурица
- Пераст
- Пирлитор (Град војводе Момчила
- Плав

- Петрич (Петрч):
  - Велики Петрич — У близини од Урошевца. Данас има остатака града.
  - Мали Петрич — Недалеко од Урошевца. Данас има једва видних остатака.
- Петроварадин (Петроварадинска тврђава) — Налази се на обали Дунава наспрам Новог Сада. Данас постоји очувано артиљеријско утврђење које је заменило средњовековно.
- Петровица над Добром Водом — Утврђени манастир изнад села Добра Вода. Данас има остатака утврђења.
- Петрус — Недалеко од Параћина. Данас великих остатака тврђаве.
- Петрц (Петрина стена) — Поред Чачка на планини Јелици. Данас има остатака града.
- Пирот (Пиротски Град, Момчилов Град) — Градска тврђава у Пироту. Данас има остатака утврде.

Подграђе:
- Подграђе (биначко) — Налази се над Биначком Моравом, поред села Подграђа, недалеко од Гњилана. Данас постоје остаци утврде.
- Поточац (Момчилов Град) — Недалеко од Јагодине. Данас има остатака утврђења.
- Превлака - тврђава на полуострву Превлака, на улазу у Бококоторски залив.
- Призрен (Каљаја) — Градска тврђава над Призреном, једна од престоница Српског царства. Данас постоје значајни остаци тврђаве.
- Призренац — Недалеко од Новог Брда, код Гњилана. Данас има остатака тврђаве.
- Прилепац (Прилепница) — Недалеко од Новог Брда, крај Гњилана, родни град кнеза Лазара. Данас има врло мало остатака града.
- Призрен (Призренски Град) — Тврђава у Призрену и једна од престоница Србије. Данас има остатака утврђења.
- Превешт — У близини Трстеника. Данас постоје остаци града.
- Приштина (Приштински Град) — Тврђава око које се развила Приштина и једна од престоница српских владара. Данас нема никаквих трагова утврђења или његовог положаја.
- Прокупље (Комплос, Хисар) — Утврђење над Прокупљем, изнад Топлице. Данас има остатака тврђаве.

## Р
- Раваница — Утврђени манастир поред Ћуприје. Данас има остатака утврђења.
- Равна Стена — Недалеко од Ужица на Рзаву. Данас постоје остаци града.
- Равни — Код Књажевца. Данас су видни само темељи.
- Радошевац — Недалеко од Пирота. Данас има остатака града.
- Рановизантијско утврђење Коњуша на Церу- у атару села Милошевац, општина Шабац. Данас постоје остаци тврђаве.
- Рам — У близини Пожаревца на обали Дунава. Данас постоје остаци тврђаве.
- Рас — Једна од престоница Србије. Не зна се где се налази, али се сумња на локалитет Градина.
- Ратац - манастирска утврда, између Бара и Сутомора, на рту Ратац. Данас има остатака манастирске цркве, као и бедема.
- Раван у пљеваљској општини.
- Рисан
- Рибница - (тур. Depedöğen - Депедоген) остаци турске тврђаве у Подгорици из 1474-1478. године.
- Росе
- Рача — Некадашња тврђава на Сава код данашње Сремска рача.
- Ргаје — Недалеко од Прокупља. Данас има остатака града.
- Рготина — На врху Рготског камена, код истоименог села, недалеко од Зајечара. Данас има остатака утврђења.
- Ресава (Манасија) — Утврђени манастир у близини Свилајнца. Данас постоје импозантни остаци утврђења.
- Рибник — Недалеко од Призрена, дворац цара Душана, чији је положај непознат.
- Романов Град — Поред Врања, код села Доње Романовце.
- Роман (Свети Роман) — Недалеко од Крушевца изнад манастира светог Романа. Данас има остатака куле.
- Рудник — Поред Горњег Милановца на истоименој планини. Данас нема остатака града.

## С
- Сава (Заслон,Шабачки Град,Бигир Делен) — Тврђава у Шапцу. Данас је опстала само јужна половина утврде, док је северни део однела Сава.
- Самуилова тврђава -  Средњовековно утврђење у Охриду на обали Охридског језера
- Самоград
- Свач (Шас) - Недалеко од Улциња. Данас има врло мало остатака тврђаве.
- Свети Стефан
- Соко Град (пивски) - Изнад састава Таре и Пиве (настанка Дрине). Данас има остатака утврде.
- Соко Град (штитарски)
- Соко град (Конавле) (Сокол) – налази се недалеко од Цавтата у Конављу. Данас има остатака утврђења.
- Спуж - Поред Подгорице. Данас има остатака утврђења.
- Стабна
- Стонски бедем – налази се на Стонском земљоузу на Пељешцу код Стона.
- Старчева Горица
- Сусјед
- Сврљиг — Недалеко од Књажевца. Данас има мало остатака града.
- Сврчин — Недалеко од Урошевца, стари град и дворац. Данас на ширем простору има већи број остатака из средњег века.
- Сјеница — Некадашња градска тврђава, чијих остатака данас нема.
- Скобаљић Град (Зелен Град) — Недалеко од Вучја крај Лесковца. Остаци тврђаве војводе Скобаљића.
- Сланкамен — Изнад Старог Сланкамена на обали Дунава.
- Слатина — Поред Крагујевца. Данас има остатака града.
- Словац — Недалеко од Ваљева. Данас има остатака утврде.
- Смедеревска тврђава (Смедеревски Град) — Монументална тврђава у Смедереву. Данас је очуван већи део тврђаве.

Соко Град (Соколац, Соко, Соколник, Соколница):
- Соко Град (бањски) — Изнад Соко Бање. Данас има остатака тврђаве.
- Соко Град (дрински) — Код Љубовије. Данас постоје остаци утврде.
- Солотник — код Бајине Баште. Данас има остатака града.
- Сомбор (Цобор, Цобор-Сент Михаљ) — Данас има остатака куле у зиду зграде Историјског архива у Сомбору.
- Сребрница (Сребреница) — На планини Рудник. Постоје остаци града висине неколико метара.
- Сталаћка кула (Сталаћ, Тодорова Кула, Кула Тодора од Сталаћа) — Недалеко од данашњег Сталаћа, припадале је Тодору од Сталаћа (Војводи Пријезди). Данас постоје остаци куле и дела бедема.
- Стари град — Античко и средњовековно утврђење у Ковину, преко пута ушћа Мораве у Дунав. Данас постоји насип као остатак после уклањања камених зидина.

Стража:
- Стража (качаничка) (Градац) — Поред Качаника. Данас има остатака утврде.
- Стража (милановачка) — Недалеко од Доњег Милановца. Данас има остатака града.
- Суботичка тврђава — Од ње су до данас остали само трагови на унутрашњем зиду Фрањевачке цркве.
- Субјел — Поред Косјерића. Данас има врло мало остатака тврђаве.
- Сугубина — код Јагодине.
- Сусек (Жилзег) — Недалеко од села Сусека на Фрушкој гори. Данас не постоје остаци града.
- Сутеска — Поред Јагодине, код села Грабовци.

## Т
- Татомиров Град — Недалеко од Соко Бање. Данас има остатака утврде.
- Темац — Поред Пирота. Данас има остатака тврђаве.
- Теочак
- Требиње
- Тител — Поред Титела. Данас има остатака града.
- Тодорова Кула (Сталаћ, Кула Тодора од Сталаћа, Сталаћка кула) — Недалеко од данашњег Сталаћа, припадале је Тодору од Сталаћа (Војводи Пријезди). Данас постоје остаци куле и дела бедема.
- Толисавац — Поред Крупња. Данас има остатака утврде.
- Торниште — Недалеко од Панчева на Тамишу. Данас не постоје остаци града.
- Трајанов Град — Утврда на планини Церу. Данас има остатака тврђаве.
- Трепчански Град (Ћутет) — Недалеко од Старог Трга, поред Косовске Митровице. Данас има остатака града.
- Треска — Поред Горњег Милановца. Данас има остатака утврде.
- Трешњица — Недалеко од Љубовије. Данас има остатака тврђаве.
- Трубарево (Малетина) — Поред Крушевца, на брду крај Јужне Мораве. Данас има врло мало остатака.

## Ћ
- Ћутет (Трепчански Град) — Недалеко од Старог Трга, поред Косовске Митровице. Данас има остатака града.

## У
- Ужички Град — Тврђава над Ужицем изнад Ђетиње, престоница Николе Алтомановића. Данас има остатака тврђаве.

## Ф
- Фетислам — Тврђава у Кладову. Данас постоје значајнији остаци утврде.
- Футог (Футаг) — Недалеко од Футога. Данас не постоје остаци града.

## Х
- Харам (мађ. Uj Palanka,тур. Yeni Haram) — Недалеко од Беле Цркве, на речном острву наспрам Рама. Данас има остатака града, али је Дунав однео добар део утврде.
- Хај-Нехај - На стени, недалеко од Сутомора, општина Бар. Данас има рушевина тврђаве.
- Херчеге — Поред Ивањице.
- Ходидјед код града Пале

Хисар:
- Хисар (дримски) — Недалеко од Пиране, код Призрена. Данас скоро да нема видљивих остатака.
- Хисар (милешевски) (Милешевац, Хисарџик) — Налази се на стени које се диже над Милешевком, изнад манастира Милешева. Данас постоје остаци утврде.
- Хисар (топлички) (Комплос, Прокупље) — Утврђење над Прокупљем, изнад Топлице. Данас има остатака тврђаве.
- Хисар (лесковачки) — остаци утврде на брду Хисар изнад Лесковца.

## Ц
Царичин Град — Лебане код Лесковца

## Ч
- Чајлије — Налази се изнад Брезовице. Данас има врло мало остатака града.
- Чарнок — Археолошки локалитет код Врбаса. Данас се виде остаци Келти опидума у виду земљаног насипа.
- Черевић (лат. Milatis, Черег) — Код истоименог села на обронцима Фрушке горе. Данас не постоје остаци града.
- Честин — Недалеко од Крагујевца, код истоименог села. Данас скоро да нема остатака утврде.
- Чортановци — Данас има остатака куле и дела зидина.

## Ш
- Шабачка тврђава (Шабачки Град,Заслон,Сава,Бигир Делен) — Утврда у Шапцу. Данас је опстала само јужна половина утврде, док је северни део однела Сава.
- Шарен Град (Лазарев Град, Крушевац, Алаџа Хисар) — Тврђава у Крушевцу, престоница кнеза Лазара. Данас има остатака утврђења.
- Шаренград (лат. Athya) – изнад истоименог села на Дунаву између Вуковара и Илока.
- Шас (Свач) - Недалеко од Улциња. Данас има врло мало остатака тврђаве.
- Шћепан Град (Сокол, Соко Град, ?Хум?) - Изнад састава Таре и Пиве (настанка Дрине). Данас има остатака утврде.
- Штимља (Штимље) — Један од Двораца Немањића који се налазио на простору око некадашњег Сврчинског језера. Од Дворца данас нема назнака.